# Gagea bowes-lyonii
Gagea bowes-lyonii là một loài thực vật có hoa trong họ Liliaceae. Loài này được Levichev mô tả khoa học đầu tiên năm 2006.